# Drenovo, Čaška
Drenovo (makedonska: Дреново) är en ort i Nordmakedonien.   Den ligger i kommunen Čaška, i den centrala delen av landet, 30 kilometer söder om huvudstaden Skopje. Drenovo ligger 616 meter över havet och antalet invånare är 117.